# Rada Państwa (Austria)

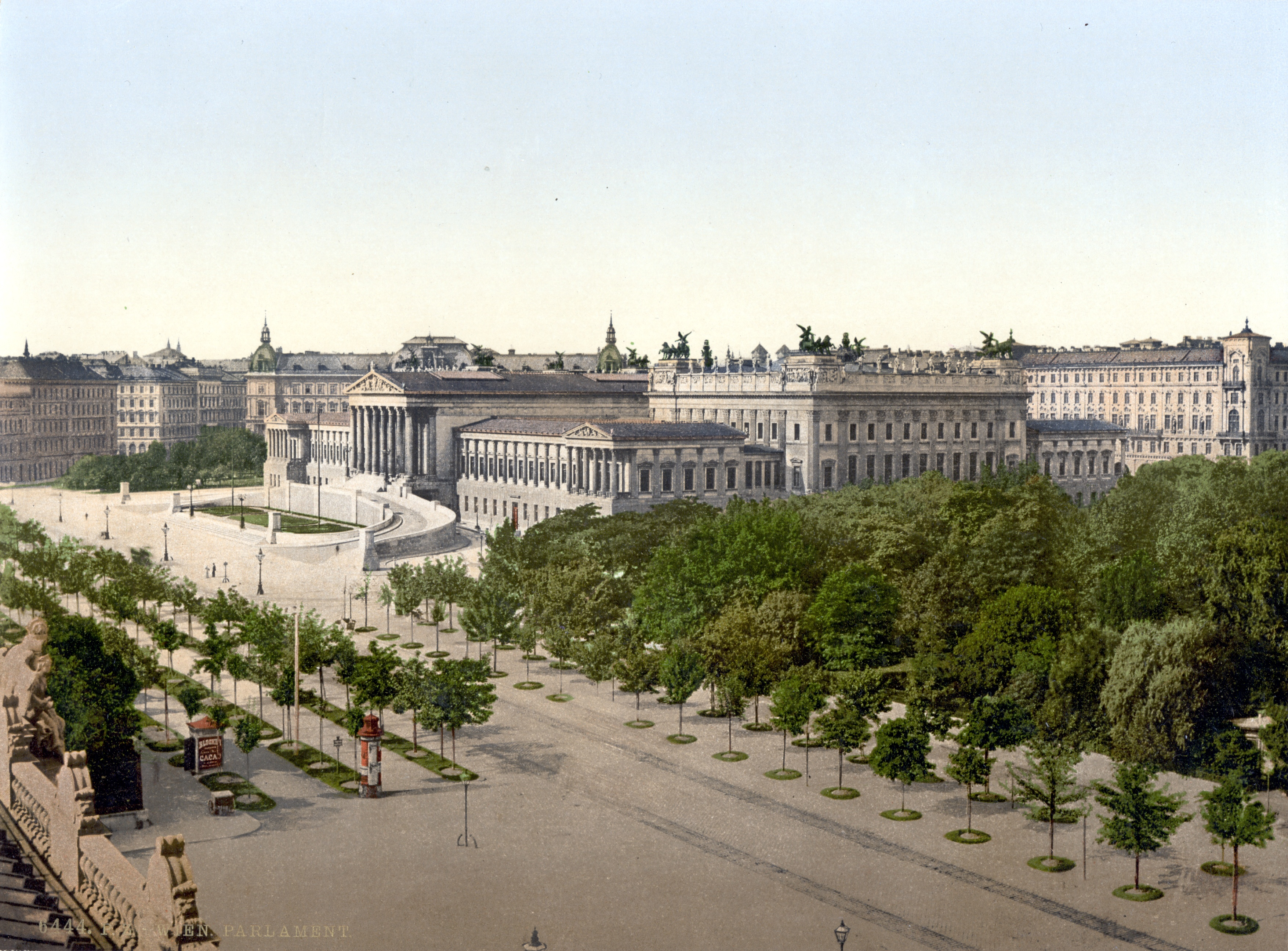
Budynek parlamentu austriackiego w 1900 roku

Rada Państwa (niem. Reichsrat) – istniejący w latach 1861–1918 dwuizbowy parlament austriacki, od 1867 obejmujący wyłącznie austriacką część monarchii austro-węgierskiej – tzw. Przedlitawię.

## Historia
Pierwsza instytucja austriacka o takiej nazwie pojawiła się po Wiośnie Ludów w konstytucji marcowej nadanej krajowi w 1849, jako ciało doradcze cesarza, którego członkowie byli przezeń powoływani. I chociaż konstytucja nie weszła w życie, Rada Państwa została powołana. W marcu 1860, po upadku absolutystycznych rządów premiera Aleksandra von Bacha, wkraczając na drogę reform liberalnych Cesarstwa Austriackiego, cesarz zgodził się na uzupełnienie Rady Państwa o mianowanych przez siebie przedstawicieli sejmów krajowych oraz pewne rozszerzenie ich kompetencji. Przyjęty krótko później tzw. dyplom październikowy ustanawiał Radę Państwa jako organ parlamentarny, mający w kompetencjach wyłącznie sprawy ogólnopaństwowe. Uniknięto jednak stosowania nazwy Reichstag (tj. parlament, sejm), ponieważ organ miał być reprezentacją sejmów krajowych (członkowie Rady Państwa mieli być ich delegatami, a nie pochodzić z wyborów). Postanowiono też, że Rada Państwa może obradować jako szersza (w sprawach dotyczących całej monarchii) oraz ściślejsza (bez udziału Węgier, gdy sprawy ich nie dotyczyły).
Po kilku miesiącach w 1861 regulację tę zmienił tzw. patent lutowy przyznający Radzie Państwa szersze kompetencje w sprawach lokalnych (dotyczących poszczególnych krajów koronnych – w takim zakresie, w jakim nie zostały one wprost zastrzeżone do kompetencji sejmów krajowych). Zgodnie z postanowieniami patentu, Rada Państwa składała się z Izby Panów (Herrenhaus) oraz Izba Posłów (Abgeordnetenhaus). W skład Izby Panów wchodzili arcybiskupi i biskupi z tytułami książęcymi, a także powołani przez cesarza przedstawiciele arystokracji i zasłużeni politycy, ludzie nauki i sztuki. Izba Posłów składała się z delegatów sejmów krajowych. Rada Państwa miała kompetencje ustawodawcze, ale każda ustawa wymagała zgody obu izb oraz sankcji cesarskiej. Miała się zbierać corocznie, a jej sesje zwoływał i zamykał cesarz. Cesarz powoływał także prezydenta i wiceprezydentów Izby Panów, w Izbie Poselskiej pochodzili oni z wyboru.
Rada Państwa zebrała się po raz pierwszy w kwietniu 1861. Nie zdołała ona jednak funkcjonować całkowicie zgodnie z zamierzeniami, zbierała się jedynie jako rada „ściślejsza” – w jej składzie nie znaleźli się posłowie węgierscy, gdyż Węgrzy żądali powrotu do konstytucji z 1848, zapewniającej im odrębność w polityce wewnętrznej i odmawiali przysyłania swoich posłów (raz tylko pojawili się delegaci z Siedmiogrodu).
Przebudowa monarchii habsburskiej, jaka nastąpiła w 1867 oznaczała także zmiany w składzie Rady Państwa. Wskutek podziału monarchii na dwa niemal całkowicie odrębne organizmy państwowe (Austrię i Węgry, tj. Przedlitawię i Zalitawię), Rada Państwa stała się organem obejmującym ziemie austriackie – nie zajmującym się sprawami krajów Korony św. Stefana i nie obsyłanym przez delegatów z tych krajów, co potwierdziła konstytucja grudniowa. Sposób ustalania składu Rady nie uległ jednak zmianom. Rada wyposażona została, jak poprzednio, w kompetencje ustawodawcze oraz uchwalania budżetu państwa. Z Rady Państwa oraz parlamentu węgierskiego desygnowano specjalne delegacje, których celem było zajmowanie się sprawami wspólnymi dla monarchii austro-węgierskiej, tj. polityką zagraniczną, celną oraz kwestiami wojskowymi.
Zmiana ustroju Rady Państwa nastąpiła dopiero w 1873. Premier Adolf von Auersperg doprowadził do wprowadzenia bezpośrednich wyborów do Izby Poselskiej (m.in. z powodu niewysyłania nań delegatów przez czeski sejm krajowy, domagający się przyznania Czechom w ramach monarchii statusu podobnego Węgrom). Jej przedstawiciele odtąd nie mieli być powoływani przez sejmy krajowe spośród ich członków, a wybierani w wyborach bezpośrednich na sześcioletnie kadencje. Jednak prawo wyborcze pozostało analogiczne, jak w dotychczasowych wyborach do sejmów krajowych – czynne prawo wyborcze przysługiwało jedynie części społeczeństwa (i to stosunkowo niewielkiej), podzielonej na cztery kurie o różnej sile głosu (liczba posłów wybieranych w poszczególnych kuriach nie była uzależniona od ilości wyborców do niej należących):
- I kuria: wielka własność ziemska (arystokracja i ziemianie) – 85 posłów, przy ok. 5-6 tys. wyborców
- II kuria: izby przemysłowo-handlowe (przemysłowcy i kupcy) – 21 posłów, przy ok. 500-600 wyborcach
- III kuria: miasta (zamożne mieszczaństwo, inteligencja, urzędnicy) – 118 posłów, przy ok. 400 tys. wyborców
- IV kuria: reszta gmin (zamożniejsi mieszkańcy miasteczek i wsi) – 129 posłów, przy ok. 1,5 mln wyborców.

Także liczba posłów przypisanych do poszczególnych krajów koronnych nie stanowiła stałego wskaźnika w stosunku do ilości ich mieszkańców czy wyborców, promując kraje niemieckojęzyczne.

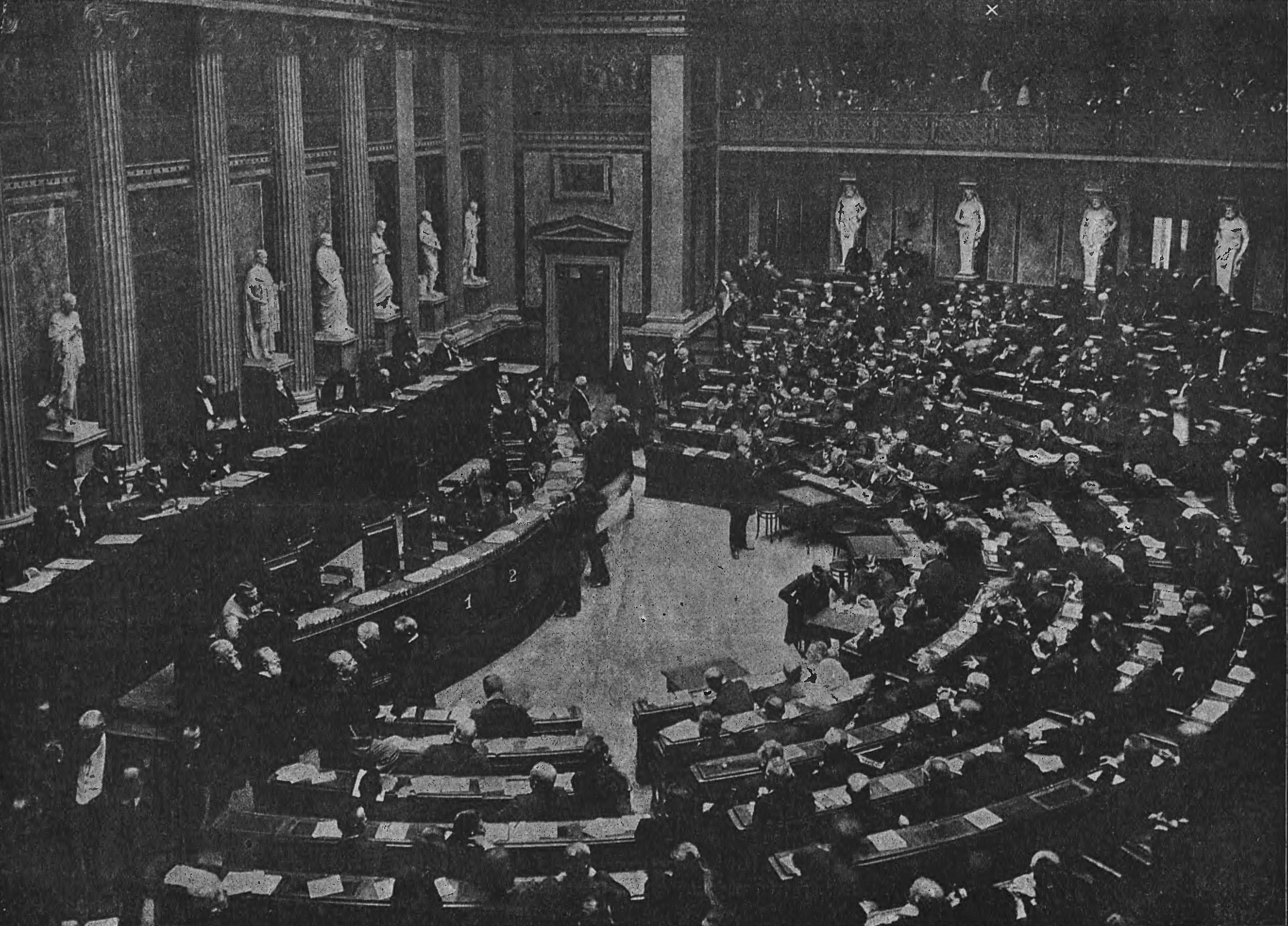
Ostatnie posiedzenie parlamentu w 1918

W 1882 wskutek społecznych żądań poszerzenia prawa wyborczego, premier Edward von Taaffe mimo oporu konserwatystów, doprowadził do obniżenia progu podatkowego oznaczającego zakwalifikowanie się do dwóch niższych kurii. W 1893 Taaffe podjął próbę całkowitego zniesienia cenzusu podatkowego w dwóch niższych kuriach, co jednak się nie powiodło z uwagi na sprzeciw zarówno konserwatystów, jak i liberałów. Podobny projekt zdołał przeprowadzić w 1896 premier Kazimierz Badeni: liczba członków Izby Poselskiej została powiększona z 373 do 425 – dodatkowych 72 posłów było wybieranych w nowo utworzonej piątej kurii, powszechnej, obejmującej wszystkich obywateli mających ukończone 24 lata. Oznaczało to wprowadzenie zasady wyborów powszechnych (choć w wyborach wciąż nie mogły uczestniczyć kobiety). Jednocześnie w nowej V kurii mogli głosować wszyscy należący do pozostałych kurii, co wprowadzało zasadę głosu pluralnego dla tych osób.
Kolejna reforma wyborcza nastąpiła w 1907, nie tylko powiększono liczbę posłów do 516, ale przede wszystkim zniesiono system kurialny, wprowadzając zasadę wyborów równych. Duże kontrowersje budził jednak podział kraju na okręgi wyborcze i liczba przypisanych do nich mandatów. Niemcy domagali się, by przyznać im liczbę mandatów proporcjonalną do ich udziału w podatkach stanowiących dochód budżetu państwa (63% podatków, podczas gdy stanowili ok. 35% ludności). W efekcie, choć stosowano na ogół proporcje zaludnienia, pewne uprzywilejowanie zdobyli m.in. Niemcy czy Polacy w Galicji.
Ostatni raz Rada Państwa zebrała się w latach 1917–1918, po trzyletniej przerwie wywołanej I wojną światową. W listopadzie 1918 jej przedstawiciele z ziem austriackich stanowili skład prowizorycznego zgromadzenia narodowego Austrii.

## Charakterystyka
Początkowo obrady Izby Poselskiej były zdominowane przez tradycyjne frakcje polityczne (konserwatystów i liberałów), które jednak stopniowo traciły znaczenie. Kolejne reformy systemu wyborczego doprowadziły do pojawienia się i stopniowego uzyskania dominacji przez nowe siły (chadeków, socjaldemokratów czy ruch wszechniemiecki). Mozaika polityczna Izby Poselskiej była jednak bardziej skomplikowana, bo na podziały ideologiczne nakładały się także podziały narodowościowe, co z biegiem czasu coraz częściej wpływało na nieustające zmiany rządów wywołane trudnościami w zorganizowaniu stabilnej większości parlamentarnej. Prowadziło to do coraz częstszego wykorzystywania przez rząd możliwości wydawania dekretów (w formie cesarskich rozporządzeń), których wydawanie konstytucja grudniowa dopuszczała w razie naglącej konieczności w okresie, w którym Rada Państwa nie jest zebrana.
Tryb pracy Izby Poselskiej był bardzo nieefektywny. Każdy z kilku setek posłów miał nieograniczone prawo do głosu (nie tylko prawo do wystąpienia na forum Izby, ale także brak limitów czasu wystąpienia), mógł też przemawiać – mimo braku oficjalnych tłumaczy – w wybranym przez siebie języku monarchii (choć stenogramy obrad sporządzano po niemiecku). Co więcej, z biegiem czasu zanikała kultura obradowania, tak że pojawiały się pomysły coraz bardziej drastycznych środków dyscyplinarnych wobec łamiących obyczaje posłów (np. tzw. „Lex Falkenhayn” z 1897 r. pozwalający na wykluczenie posła z obrad na pewien czas).
Prawie cały okres istnienia Reichsratu przypada na okres panowania cesarza Franciszka Józefa. Był on sceptycznie nastawiony wobec tej instytucji, w szczególności wobec zwiększania za jej pośrednictwem wpływu społeczeństwa na rządy w państwie (w związku z postępującym stopniowo procesem demokratyzacji systemu wyborczego). Z tego też powodu unikał on wizyt w Reichsracie, mowy tronowe wygłaszając najczęściej w Hofburgu. Wpływ cesarza na działalność Rady był dość duży, głównie za sprawą Izby Panów, na której skład miał on największy wpływ (jej członkowi stanowili przedstawiciele arystokracji, zwykle lojalni wobec monarchii, oraz osoby z cesarskiej nominacji).

## Siedziba

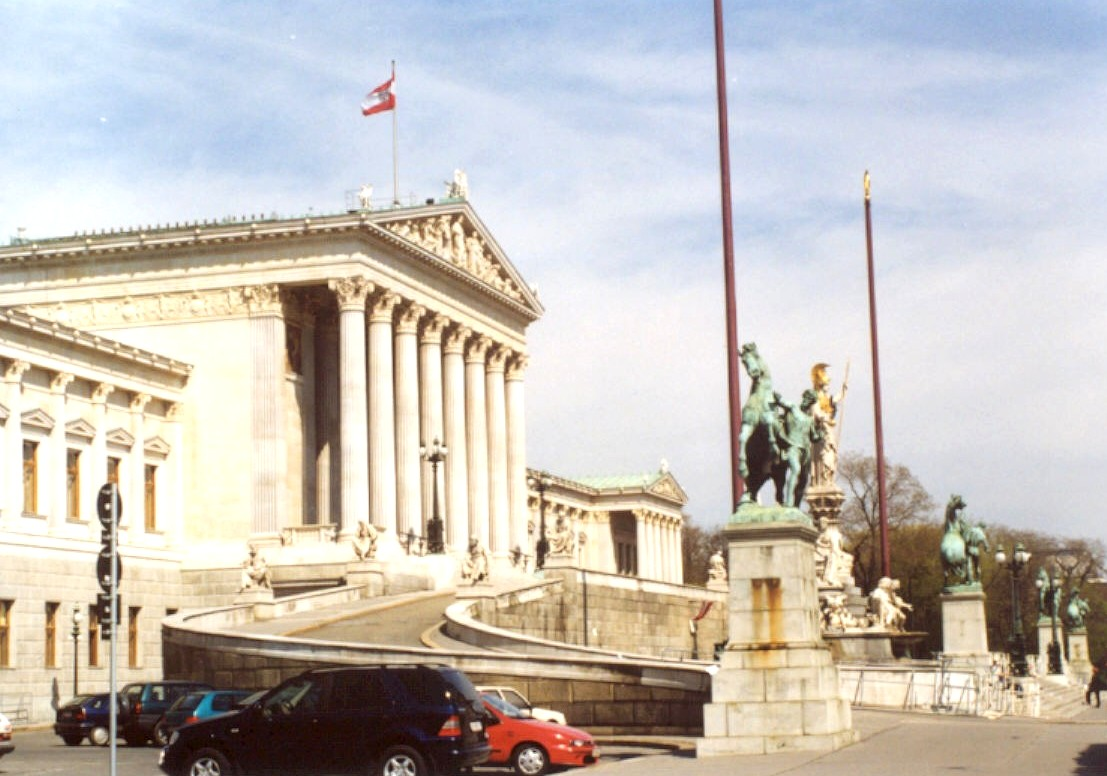
Dawna siedziba Reichsratu w Wiedniu (1883–1918)

Siedzibą Rady Państwa był Wiedeń (jedynie obradujące w sprawach wspólnych Delegacje zbierały się co roku naprzemiennie w Wiedniu i Budapeszcie). Początkowo Rada Państwa nie posiadała swojego gmachu, ten wzniesiono dopiero w 1883 r. (przy wiedeńskim Ringu). Wcześniej Izba Panów swoje obrady toczyła w gmachu sejmu krajowego Dolnej Austrii, a Izba Poselska w prowizorycznym, drewnianym budynku nazywanym „teatrem Schmerlinga”.

## Kadencje i sesje Rady Państwa
- I kadencja (1861–1865)
  - I sesja (29 kwietnia 1861 – 18 grudnia 1862)
  - II sesja (17 czerwca 1863 – 15 lutego 1864)
  - III sesja (12 listopada 1864 – 27 lipca 1865)
- II kadencja (1867–1870)
  - IV sesja (20 maja 1867 – 15 maja 1869)
  - V sesja (14 grudnia 1869 – 21 maja 1870)
- III kadencja (1870–1871)
  - VI sesja (15 września 1870 – 10 sierpnia 1871)
- IV kadencja (1871–1873)
  - VII sesja (27 grudnia 1871 – 7 września 1873)
- V kadencja (1873–1879)
  - VIII sesja (4 listopada 1873 – 22 maja 1879)
- VI kadencja (1879–1885)
  - IX sesja (7 października 1879 – 23 kwietnia 1885)
- VII kadencja (1885–1891)
  - X sesja (22 września 1885 – 23 stycznia 1891)
- VIII kadencja (1891–1897)
  - XI sesja (9 kwietnia 1891 – 22 stycznia 1897)
- IX kadencja (1897–1900)
  - XII sesja (27 marca 1897 – 2 czerwca 1897)
  - XIII sesja (23 września 1897 – 27 listopada 1897)
  - XIV sesja (21 marca 1898 – 24 lipca 1898)
  - XV sesja (26 września 1898 – 8 października 1899)
  - XVI sesja (18 października 1899 – 8 czerwca 1900)
- X kadencja (1901–1907)
  - XVII sesja (31 stycznia 1901 – 30 stycznia 1907)
- XI kadencja (1907–1911)
  - XVIII sesja (17 czerwca 1907 – 4 lutego 1909)
  - XIX sesja (10 marca 1909 – 11 lipca 1909)
  - XX sesja (20 października 1909 – 20 marca 1911)
- XII kadencja (1911–1918)
  - XXI sesja (17 lipca 1911 – 25 lipca 1914)
  - XXII sesja (30 maja 1917 – 12 listopada 1918)